# Outlook.com
Outlook.com ist ein E-Mail-Dienst von Microsoft, welcher Mail-, Kalender-, Kontakt- und Aufgabendienste anbietet.
Es ersetzt den ehemaligen Webmail-Anbieter Hotmail.

## Geschichte
1995 wurde Hotmail entwickelt, ein Dienst, der kurze Zeit darauf von Microsoft übernommen wurde. Outlook.com wurde am 31. Juli 2012 von Microsoft vorgestellt und ersetzt Hotmail. Mit Outlook.com will Microsoft mit Gmail, dem Konkurrenten aus dem Hause Google, mithalten können. Dazu werden verschiedene Funktionen angeboten, die teilweise zuvor in dieser Form nicht verfügbar waren.
Am 19. Februar 2013 verließ Outlook.com die Testphase; der Dienst hatte zu diesem Zeitpunkt etwa 60 Millionen aktive Nutzer. Die verbliebenen Hotmail-Accounts wurden bis Anfang Mai automatisch zu Outlook.com übertragen, womit Hotmail selbst eingestellt wurde. E-Mail-Adressen von Hotmail können jedoch weiter genutzt werden. Die Umstellung wurde von einer groß angelegten Werbekampagne begleitet.

## Funktionen
Neben einem konfigurierbaren Kalender und E-Mail-Standardfunktionen wie einer Suche, der Archivierung alter Mails und einem Spamfilter bietet der Dienst folgende Funktionen:
Verknüpfung anderer E-Mail-Konten
Mit Outlook.com ist es möglich, E-Mails anderer Konten zu senden und zu empfangen. So kann man zum Beispiel Outlook.com mit seinem Gmail-Konto verbinden, und nun E-Mails empfangen, die an seine Gmail-Adresse gesendet wurden oder auch E-Mails mit der Gmail-Adresse als Absender von Outlook.com aus verschicken.
Integration von Microsoft Office
Mit Hilfe der Microsoft Office Integration ist es möglich, Word-, Excel-, OneNote- und PowerPoint-Dateien direkt im Posteingang zu bearbeiten.
Integration von Sozialen Netzwerken
Man kann verschiedene Soziale Netzwerke wie YouTube, Facebook und Flickr direkt mit dem Postfach verknüpfen, sofern entsprechende Rechte vom Kontoinhaber zugelassen werden. So kann man beispielsweise mit Freunden aus Facebook einen Chat führen oder jeweilige Statusupdates sehen.
Integration von Skype-Videochat
Es ist außerdem möglich, einen Videochat via Skype direkt im Browser zu führen, ohne dass dabei eine entsprechende Anwendung installiert sein muss. Ein Textchat über Skype ist ebenfalls möglich.
Integration von Microsoft OneDrive
Bei größeren Anhängen, die mit einer Mail verschickt werden sollen, kann der Nutzer wählen, ob er diese in den Cloud-Dienst OneDrive von Microsoft hochladen will.

## Protokolle
Outlook.com unterstützt neben dem Abruf per Web-App auch das POP3 und IMAP-Protokoll; für den Versand kann SMTP genutzt werden. Zusätzlich steht das Exchange-ActiveSync-Protokoll zur Verfügung, sodass sich Outlook.com-Konten genauso einrichten lassen, wie Postfächer eines vollwertigen Exchange-Server.

## Kritik
Im Oktober 2012 änderte Microsoft seine AGB und behält sich seither vor, so wie Google mit Gmail die E-Mails seiner Kunden zu scannen. Im Gegensatz zu Google wird allerdings keine personalisierte Werbung eingeblendet.